# Инцидент с падением атомной бомбы в Марс-Блаффе

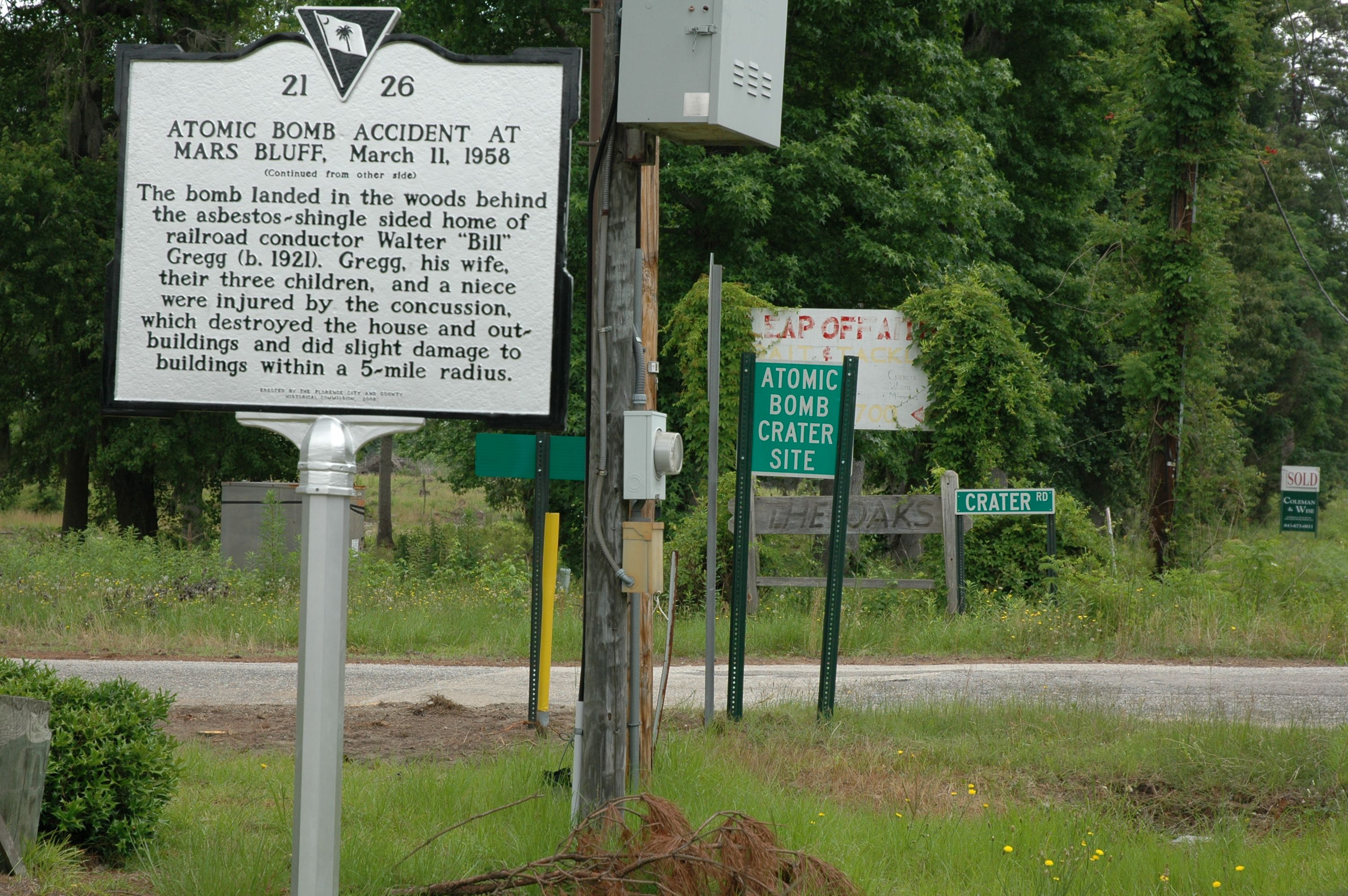
Памятная табличка на месте падения бомбы в Марс-Блаффе

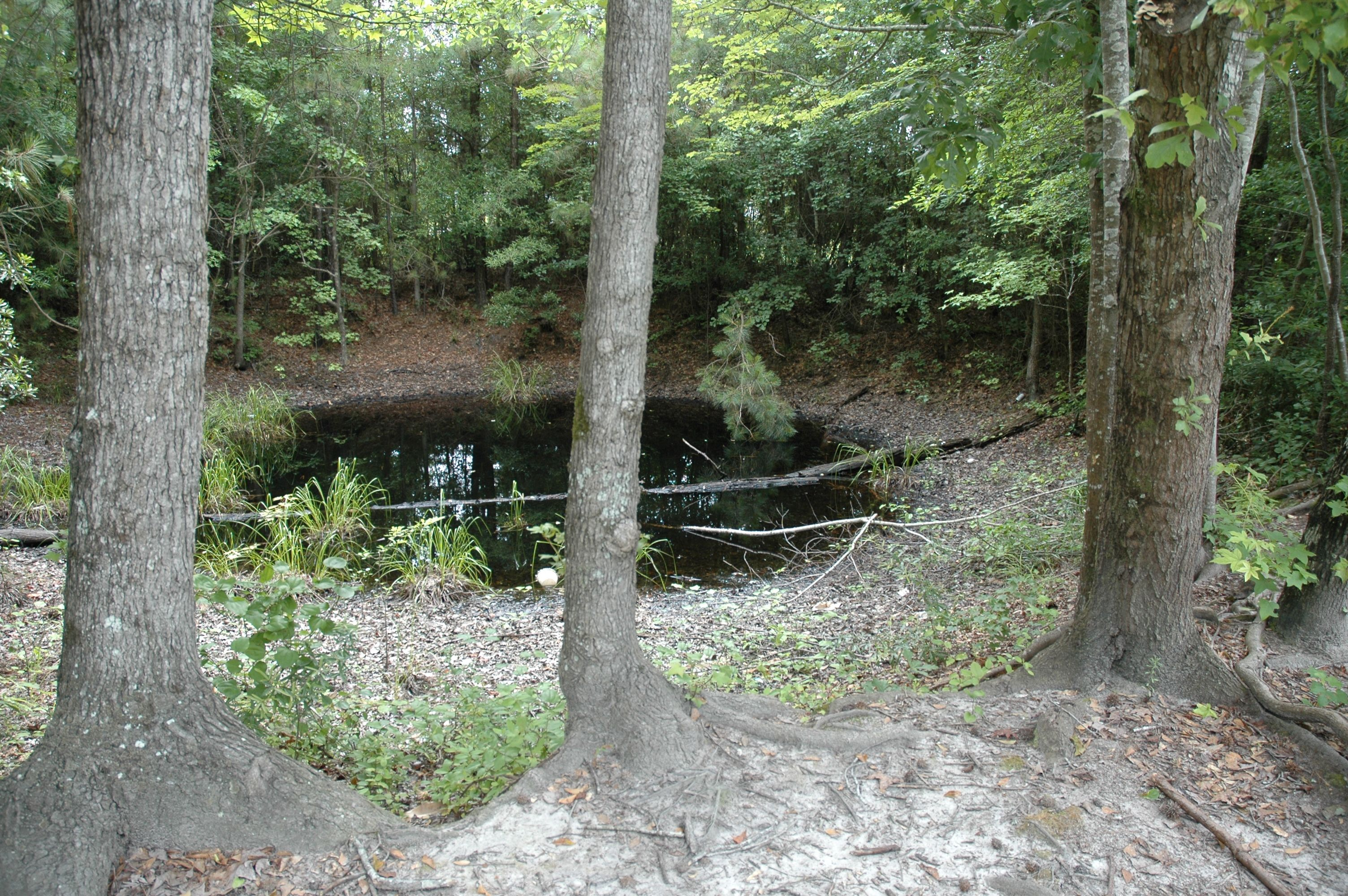
Кратер на месте падения бомбы

Инцидент с падением атомной бомбы в Марс-Блаффе 11 марта 1958 года — случай ошибочного (по вине экипажа) сброса ядерного боеприпаса с бомбардировщика ВВС США B-47 на жилой район в деревне Марс-Блафф в Южной Каролине с последующим подрывом заряда обычной взрывчатки, служащей для обжатия плутониевого заряда бомбы. В результате взрыва на приусадебном участке шесть человек получили ранения, было разрушено несколько строений. Пострадавшей семьёй был подан иск в суд на ВВС США, в результате она получила компенсацию в 54 тысячи долларов.

## Описание инцидента
11 марта 1958 года в 16:34 американский реактивный бомбардировщик Boeing B-47E-LM «Stratojet» из 375-й бомбардировочной эскадрильи 308-го бомбардировочного авиакрыла, базировавшегося вблизи Саванны, взлетел с авиабазы «Хантер» и взял курс на английскую авиабазу «Брантингторп» в Лестершире. На борту самолёта находилась 30-килотонная атомная бомба Mk.6 на случай вооружённого конфликта с Советским Союзом. Во время полёта штурман Брюс Кулька по приказу командира направился в бомбовый отсек для проверки предохранительной чеки бомбы, т. к. в кабине пилотов зажёгся предупредительный световой сигнал, свидетельствовавший о неисправности фиксатора механизма сброса бомбы. После безрезультатных поисков фиксатора штурман забрался на спусковое устройство для чрезвычайного сброса бомбы, чтобы рассмотреть его получше, и случайно привёл его в действие. Трёхтонная бомба проломила люк самолёта и полетела к земле с высоты 4600 метров. Капитану Кульке удалось остаться на борту.
В тот день сёстры Елена и Фрэнсис Грегг, в возрасте шести и девяти лет, и их 9-летняя двоюродная сестра Элла Дэвис были в домике для игр, построенном их отцом Вальтером в лесу за их домом в Марс-Блафф, штат Южная Каролина. Днём они решили покинуть его и отошли в сторону двора на 180 метров. Вскоре бомба взорвалась в лесном секторе за детским домиком. Заряд обычной взрывчатки ядерной бомбы взорвался при контакте с землей, оставив воронку размером 20 метров в диаметре и 10 метров глубиной. Ядерная «начинка» хранилась на самолёте отдельно. Был уничтожен огород и детская беседка, ещё несколько строений были повреждены. Примечательно, что никто не был убит. Тем не менее, шесть членов семьи Грегг получили различные ранения в результате взрыва. К Военно-воздушным силам США был предъявлен судебный иск от пострадавшей стороны. В итоге Греггам выплатили 54 тысячи долларов компенсации, что эквивалентно 441 405 долларам в ценах 2014 года. Экипаж принёс извинения семье и избежал серьёзного наказания. Инцидент стал известным в национальных и зарубежных средствах массовой информации. Кратер от взрыва остался и по сей день, хотя и зарос растительностью. Место падения бомбы отмечено памятной табличкой.